# Neumark (Turíngia)
Neumark é uma cidade da Alemanha localizada no distrito de Weimarer Land, estado da Turíngia.
A cidade de Neumark é membro do Verwaltungsgemeinschaft (plural: Verwaltungsgemeinschaften - português: corporações ou corpos administrativos centrais) de Berlstedt.